# Stenus monticola
Stenus monticola är en skalbaggsart som beskrevs av Thomas Casey. Stenus monticola ingår i släktet Stenus och familjen kortvingar. Inga underarter finns listade i Catalogue of Life.